# Xã Hickory, Quận Lawrence, Pennsylvania
Xã Hickory (tiếng Anh: Hickory Township) là một xã thuộc quận Lawrence, tiểu bang Pennsylvania, Hoa Kỳ. Năm 2010, dân số của xã này là 2.470 người.